# Gabriel-Philippe de Froulay
Gabriel-Philippe de Froulay (ou Froullay) de Tessé († 27 avril 1689), est un ecclésiastique français, évêque d'Avranches de 1668 à 1689.

## Généalogie
Fils de René Ier de Froulay et de Marie d'Escoubleau de Sourdis, mariés à Chartres le 22 juillet 1596, Gabriel-Philippe de Froulay est le frère puîné de René II de Froulay (°1597 - † 1671), comte de Tessé, baron de Vernie et d'Ambrières, lieutenant général du roi (père de René de Froulay de Tessé, maréchal de France), et de Charles de Froulay (°1601 - † 26 novembre 1671)), grand maréchal des logis de la maison du roi (10 août 1650) puis maréchal de camp.

## Carrière ecclésiastique
Gabriel-Philippe est dit seulement Abbé de Tessé dans un acte de baptême où il figure à Saint-Denis-de-Gastines en 1645.
Il est pourvu des abbayes de Trizay, au Diocèse de Luçon, d'Angles-sur-l'Anglin en Poitou, du doyenné de Saint-Émilion, du prieuré du Pertre et de la Futaie, et promu enfin à l'évêché d'Avranches au mois de septembre 1668. Consacré le 20 janvier 1669 dans l'église des Feuillants, à Paris, par l'archevêque de Rouen, François Harlay de Champvallon, il prit possession le 13 avril 1669.
En exécution des intentions d' André de Froulay, son aïeul, il fonda, le 29 octobre 1680, une messe « chaque dimanche et feste » dans la chapelle de Rigardon, pour l'utilité des campagnes voisines. 
Il signa la déclaration du clergé de 1682, publia la même année des statuts diocésains, et mourut à Avranches le 27 avril 1689.

## Armoiries
D'argent au sautoir de gueules engrelé de sable.

### Sources et bibliographie
« Gabriel-Philippe de Froulay », dans Alphonse-Victor Angot et Ferdinand Gaugain, Dictionnaire historique, topographique et biographique de la Mayenne, Laval, A. Goupil, 1900-1910 [détail des éditions] (BNF 34106789, présentation en ligne)